# Auchan
Auchan [oʃɑ̃] ist eine französische Warenhauskette mit 2354 Warenhäusern in 12 Ländern (Stand 2023).

## Geschichte

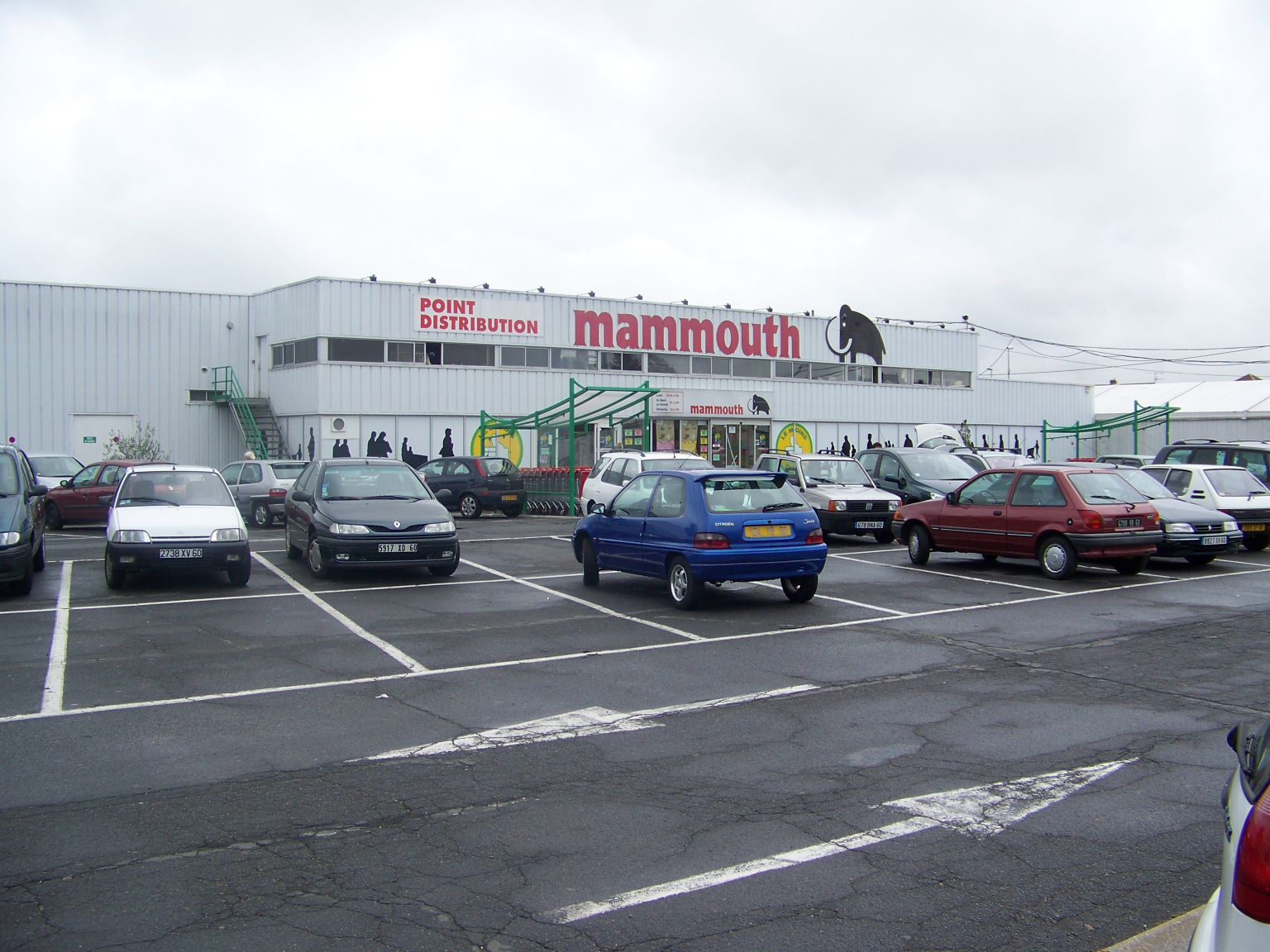
Das letzte Mammouth-SB-Warenhaus (Lacroix-Saint-Ouen, 2008)

Auchan wurde 1961 gegründet, als Gérard Mulliez und seine 30 Mitarbeiter auf den Hauts Champs (genauso auszusprechen wie Auchan) in Roubaix in einer ehemaligen Fabrik die Arbeit aufnahmen. 1967 begann das Unternehmen, erste Filialen zu eröffnen.
1996 übernahm Auchan den Konzern Docks de France, zu dem die 1969 eingeführten SB-Warenhäuser Mammouth und seit 1982 die Atac-Supermärkte gehörten. Die Marke Mammouth verschwand bis zum Jahr 2009.
Am 30. November 2012 gab Auchan die Übernahme der Real-Märkte in Mittel- und Osteuropa bekannt. Die Vereinbarung war nach Zustimmung der Wettbewerbsbehörden im Jahr 2013 in Kraft getreten. Auchan übernahm von der Metro Group das operative Geschäft und die Immobilien in Polen, Rumänien, Russland und der Ukraine für 1,1 Milliarden Euro. Vor der Übernahme betrieb Auchan in den vier Ländern 98 Supermärkte mit 65.000 Mitarbeitern. Insgesamt 91 Supermärkte und 13 Einkaufszentren in Russland und Rumänien wechselten den Besitzer. Ebenfalls im Jahr 2012 erwarb die Gruppe eine 10-prozentige Beteiligung an Magasin Général in Tunesien.
Im Herbst 2014 vereinbarte Auchan eine internationale Kooperation mit der deutschen Metro Group in Form abgestimmter Verhandlungen mit Großlieferanten und gemeinsamer Beschaffung von Nonfood-Artikeln insbesondere im Bereich der Handelseigenmarken.
Im Januar 2024 wurden 190 Casino-Filialen in die Marke Intermarché und 98 in die Marke Auchan überführt.

## Name und Logo

Auchan-Logo von 1961 bis 1983

Auchan-Logo von 1983 bis 2015

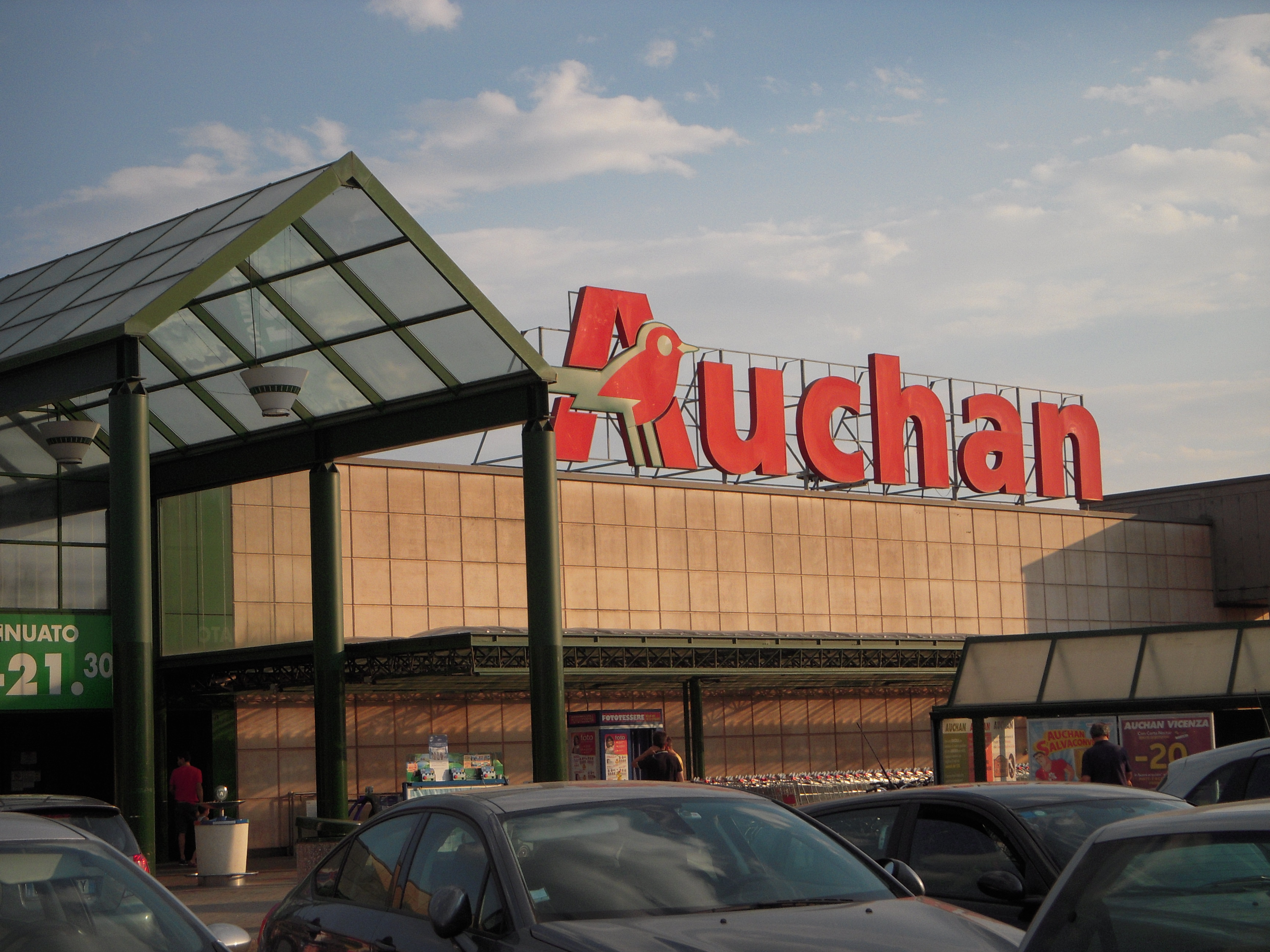
Auchan-SB-Warenhaus in Vicenza

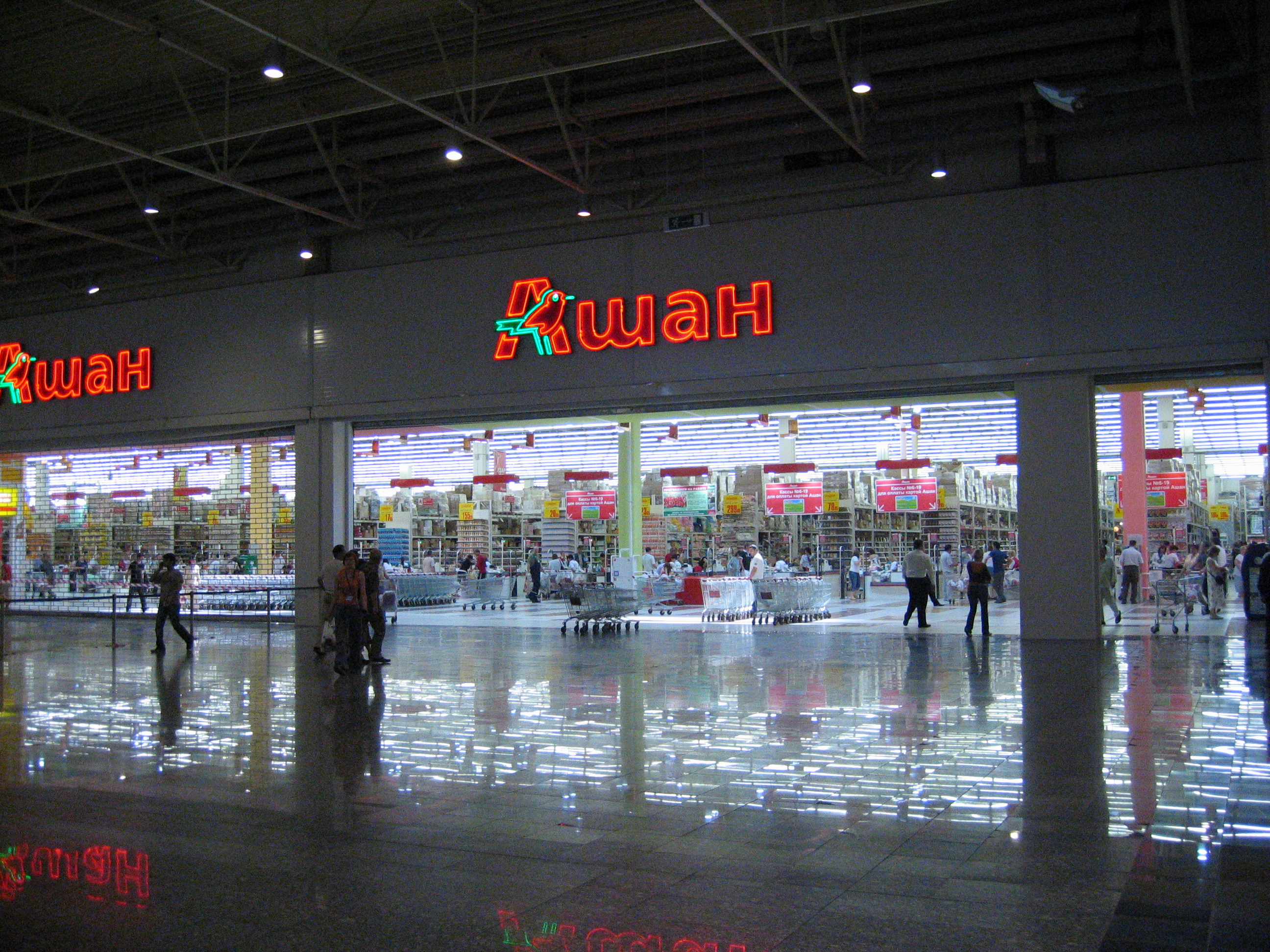
Auchan-Hypermarkt in Moskau

Auchan wurde nach dem Quartier Hauts Champs in Roubaix benannt, dem Ort des ersten Geschäfts von Gérard Mulliez. Ursprünglich war der Name Ochan geplant, jedoch wegen seines japanischen Klangs wurde das O in ein Au geändert, auch damit die Firma in alphabetischen Auflistungen weiter vorne erscheint.
Während das Unternehmen international überwiegend unter dem Namen Auchan auftritt, heißen die Märkte in Spanien Alcampo (ins Französische übersetzt: au champ ‚auf dem Feld‘). Bis 2019 firmierten die Filialen in Portugal unter Jumbo.
Seit 1983 erscheint über dem Logo ein roter Vogel. Er stellt ein Rotkehlchen dar, welches in Frankreich als Sympathieträger gilt.

## Standorte
In Europa betreibt Auchan Filialen in Frankreich, Spanien, Portugal, Luxemburg, Polen, Ungarn, Russland, Rumänien und der Ukraine. Bis 2019 war das Unternehmen auch in Italien vertreten.
Zusätzlich bestehen Standorte in der Volksrepublik China (Mehrheitsanteil an der Sun Art Retail Group), Senegal, Taiwan, Tunesien, Marokko, Tadschikistan und Vietnam.

## Kritik
Anders als zahlreiche Unternehmen, die den russischen Markt infolge des russischen Überfalls auf die Ukraine im Jahr 2022 verließen, weigerte sich Auchan, deren Beispiel zu folgen, und beschäftigt in Russland weiterhin 30.000 Mitarbeiter in 241 Geschäften. Der ukrainische Präsident Wolodymyr Selenskyj kritisierte den „Profitdurst“ mancher Unternehmen und nannte dabei namentlich Auchan und Nestlé.
Am 17. Februar 2023 veröffentlichten Le Monde, Bellingcat und The Insider ihre Recherchen zu Auchan, in welchem sie das Unternehmen beschuldigen, aktiv zur Versorgung der russischen Kriegsfront in den besetzten Gebieten in der Ukraine beizutragen.